# Lilith (computer)
DISER Lilith è un computer workstation personalizzato basato sul processore a bit slicing AMD Am2900, creato da un gruppo guidato da Niklaus Wirth del Politecnico federale di Zurigo. Il progetto iniziò nel 1977 e nel 1984 erano in uso diverse centinaia di workstation. È dotato di uno schermo a tubo catodico orientato verticalmente a pagina intera ad alta risoluzione, un mouse, un'interfaccia per stampante laser e un'interfaccia di rete per elaboratori. Il suo software è scritto interamente in Modula-2 e include un programma di database relazionale denominato Lidas.

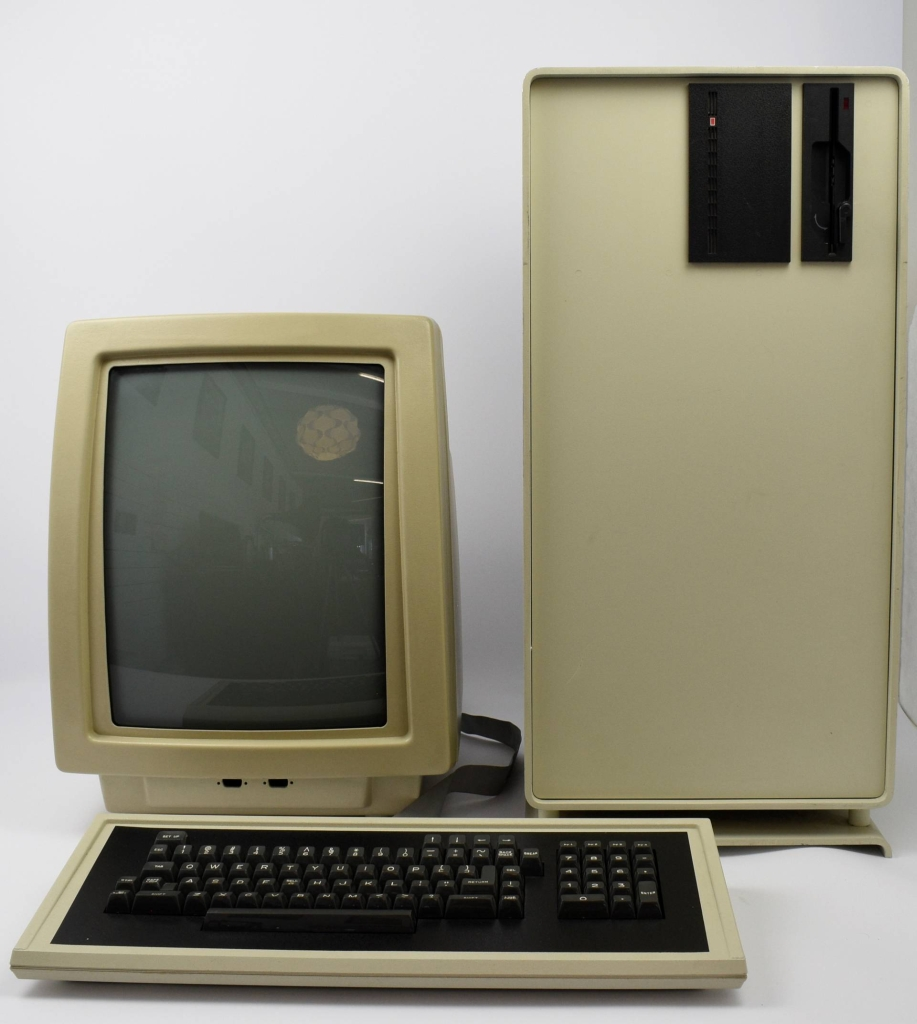
Un Lilith